# Callum Morris
Callum Morris (Newcastle upon Tyne, 3 febbraio 1990) è un calciatore nordirlandese con cittadinanza irlandese, difensore svincolato.

## Carriera

### Club
Ha giocato nella prima divisione scozzese.

### Nazionale
Ha giocato nelle nazionali giovanili irlandesi Under-19 ed Under-21.

## Palmarès

### Club

#### Competizioni nazionali
- Scottish Challenge Cup: 1

Ross County: 2018-2019
- Scottish Championship: 1

Ross County: 2018-2019